# Mokrotyn
Mokrotyn (ukr. Мокротин) – wieś na Ukrainie w rejonie lwowskim (wcześniej w rejonie żółkiewskim) obwodu lwowskiego. Wieś liczy 812 mieszkańców.

## Historia
Wieś założona w 1399 roku. Wieś prawa wołoskiego Mokrotyń, położona była w pierwszej połowie XV wieku w ziemi lwowskiej województwa ruskiego. Pod koniec XIX w. wieś w powiecie żółkiewskim. 
W II Rzeczypospolitej miejscowość była siedzibą gminy wiejskiej Mokrotyn powiecie żółkiewski w woj. lwowskim. W kwietniu i maju 1944  nacjonaliści ukraińscy z OUN-UPA zamordowali tutaj 87 Polaków, grabiąc i paląc polskie gospodarstwa.